# هيدويغ دوم
ماريان أديلايد هيدويغ دوم؛ لقبها قبل الزواج شليزنغر، ولاحقًا شله؛ 20 سبتمبر 1831 - 1 يونيو 1919) كانت نسوية وكاتبة ألمانية.

## العائلة
وُلدت هيدويغ دوم في العاصمة البروسية برلين لأبوين يهوديين مندمجين في المجتمع البروسي، وعُمّد والدها مسيحيًا. كانت الطفلة الثالثة لهنرييت فيلهلمين يوليش (لقبها قبل الزواج بيرو) وصانع التبغ غوستاف أدولف غوتهولد شليزنغر (إلخانان كوهين شليزنغر). واعتنق والدها البروتستانتية عام 1817؛ وفي عام 1851، تبنى لقب شله. لم يتزوج والدا هيدويغ حتى عام 1838، إذ كانت لدى عائلة والدها تحفظات قوية على هذا الزواج، وهددت ابنه بالحرمان من الميراث إذا تزوج يوليش، الذي وُلد أيضًا خارج إطار الزواج.
في عام ١٨٥٣، تزوجت هيدويغ الكاتب والممثل إرنست دوم (إلياس ليفي؛ ١٨١٩-١٨٨٣)، رئيس تحرير مجلة "كلاديراداتش" الساخرة، وأنجبت منه خمسة أطفال:
1. هانز إرنست (١٨٥٤-١٨٦٦)، الابن الوحيد.

1. غيرترود هيدفيغ آنا (١٨٥٥-١٩٤٢)، تزوجت عالم الرياضيات ألفريد برينغشيم (١٨٥٠-١٩٤١).
2. إيدا ماري إليزابيث "إلس" (١٨٥٦-١٩٢٢).
3. ماري بولين أدلهيد (١٨٥٨-؟).
4. إيفا (١٨٥٩-؟).